# Глезер, Марина
Марина Глезер (исп. Marina Glezer, 17 октября 1980, Сан-Паулу, по другим сведениям Буэнос-Айрес) — аргентинская актриса кино и театра.

## Биография
Марина Глезер родилась в обеспеченной семье. Занималась в театральной студии аргентинского актёра Нормана Бриски.
Актёрский путь начала в 2000 году со съёмок в телесериалах, активно участвовала в них и позднее («Холодная кровь», «Люди чести» и др.). Первый успех актрисы связан с ролью шестнадцатилетней проститутки Пелу в фильме Хуана Карлоса Десансо «Полячок» (El polaquito, 2003), за которую она получила несколько премий.
В дальнейшем приняла участие в фильмах крупных латиноамериканских режиссёров. Выступала на театральной сцене в спектаклях по Бертольту Брехту.

## Награды и номинации
Премии
- 2004 — Премия Серебряный кондор в номинации «Лучшая женская роль» в фильме «Полячок» (El polaquito, 2003)
- 2003 — Монреальский кинофестиваль: премия за лучшую женскую роль в фильме «Полячок» (El polaquito, 2003)

Номинации
- 2004 — Серебряный кондор в номинации «Лучший дебют» в фильме «Полячок» (El polaquito, 2003)

## Фильмография
- 2001: Ciudad del sol (реж. Карлос Галеттини)
- 2002: Natural (Марсело Мангоне)
- 2002: Estrella del sur (Луис Ньето)
- 2002: Valentín (Алехандро Агрести)
- 2003: El polaquito (Хуан Карлос Десансо)
- 2004: Че Гевара: Дневники мотоциклиста/ Diarios de motocicleta (Вальтер Саллес)
- 2004: Рома/ Roma (Адольфо Аристарайн)
- 2006: Las vidas posibles (Сандра Гульотта)
- 2008: La ventana (Карлос Сорин)
- 2011: Sudor frío (Адриан Гарсиа Больяно)